# XVII. Lajos francia király
Franciaországi Lajos Károly, (született Lajos Károly, Normandia hercege; Versailles, 1785. március 27. – Párizs, 1795. június 8.) XVII. Lajos néven Franciaország névleges királya, VI. Lajos néven Navarra névleges királya, XVI. Lajos francia király és Mária Antónia királyné másodszülött fia, a Bourbon-házból származó francia királyi herceg.
1789-ben, bátyja halálával lett Franciaország dauphinja, majd az 1791-es francia alkotmány értelmében prince royal (királyi herceg). 1792-ben, a francia forradalom során a királyi családot bebörtönözték a Temple-ben, és 1793. január 21-én kivégezték XVI. Lajost. Lajos Károlyt apja halálával a Franciaország ellen szövetkező országok kormányai és nagybátyja, Lajos Szaniszló Xavér, Provence grófja elismerték francia királynak a XVII. Lajos név alatt. Lajos Károly fogságban halt meg 1795-ben, tízéves korában.

## Élete

### Származása, születése

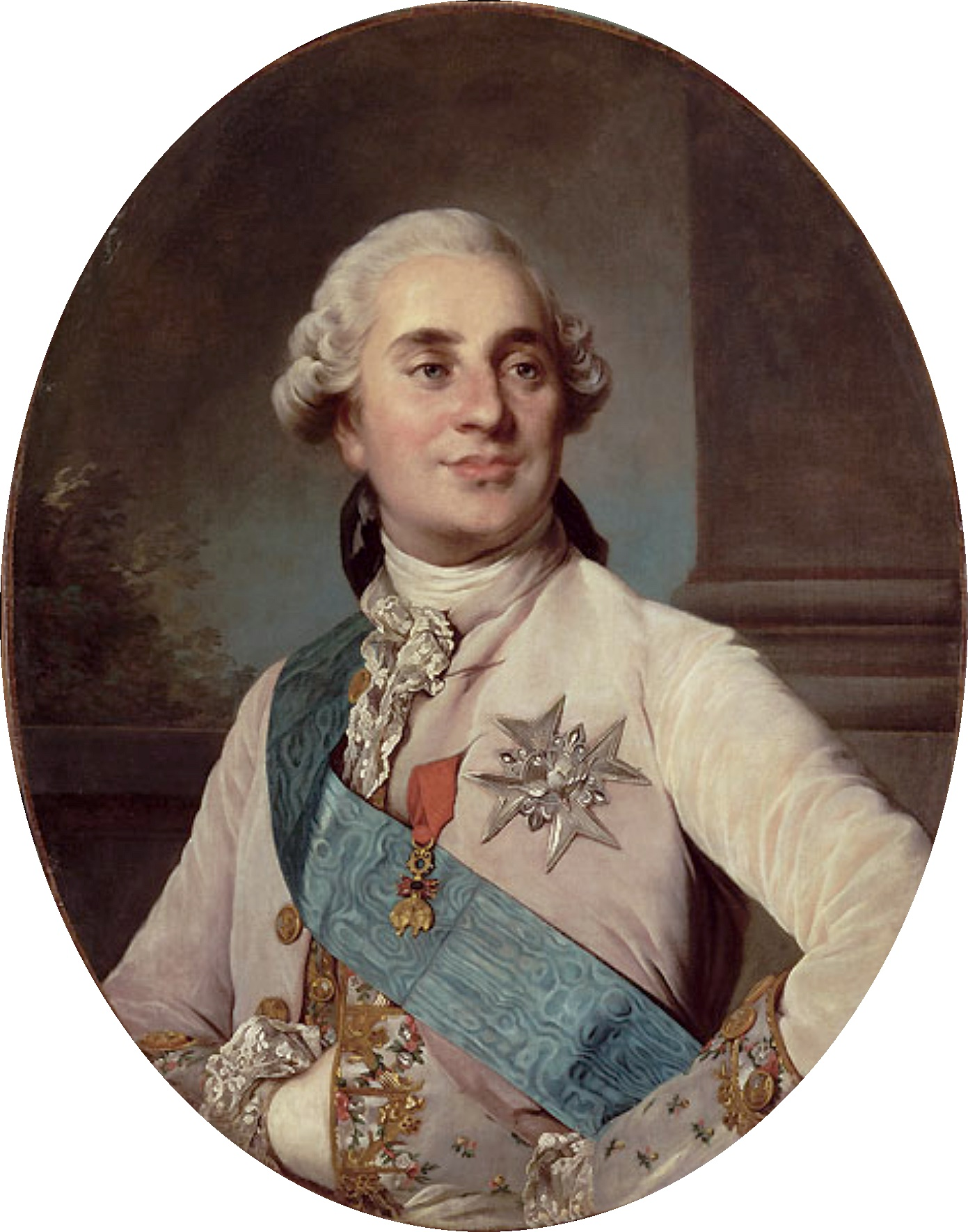
XVI. Lajos francia király, Lajos Károly apja

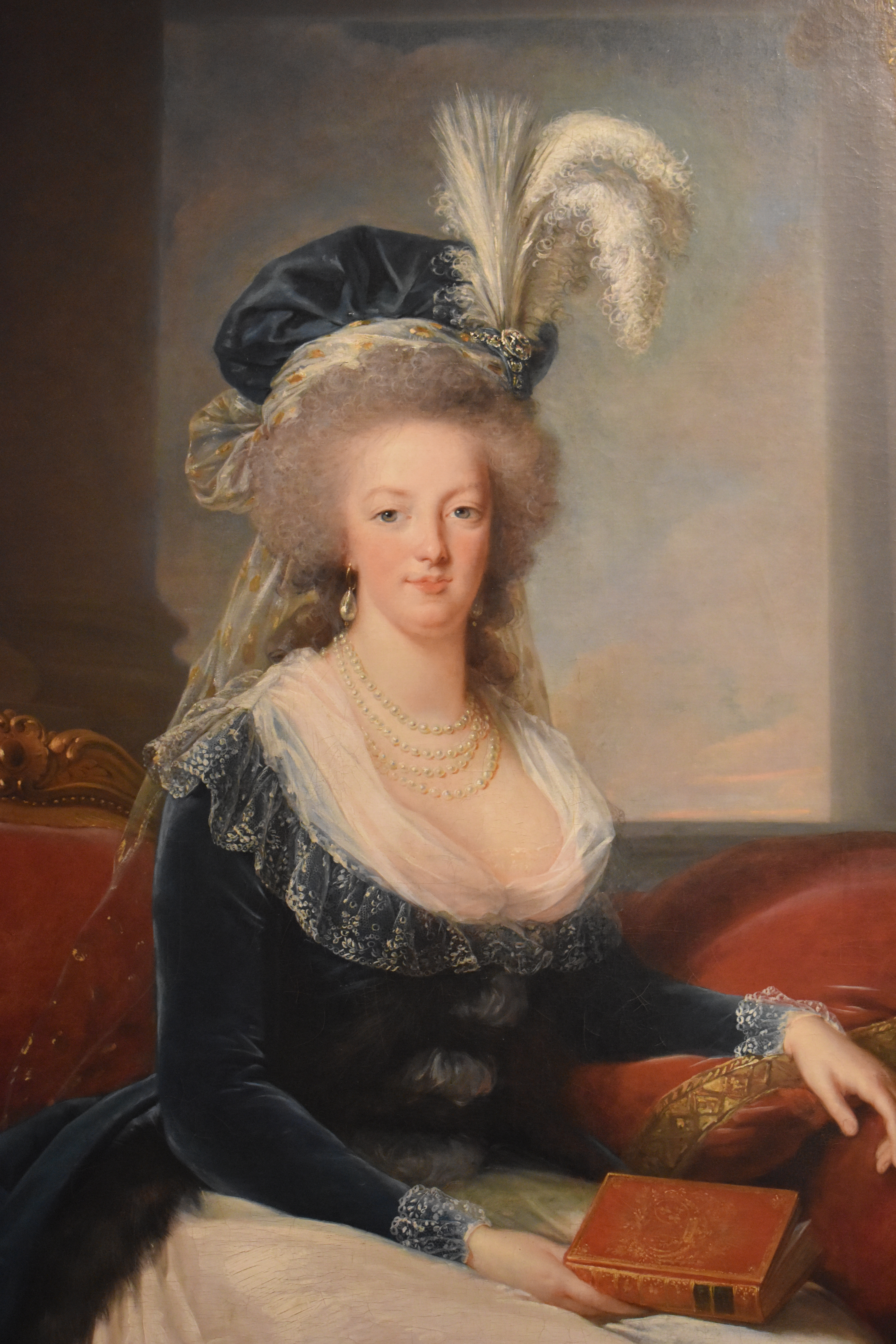
Mária Antónia francia királyné, Lajos Károly anyja 1788-ban

Franciaországi Lajos Károly 1785. március 27-én született a versailles-i kastélyban. Édesapja a Bourbon-házból származó XVI. Lajos francia király (1754–1793) volt, Lajos Ferdinánd francia királyi herceg, trónörökös (1729–1765) és a Wettin-házból való Mária Jozefa Karolina szász hercegnő (1731–1767) legidősebb fia. Édesanyja a Habsburg–Lotaringiai-házból származó Mária Antónia osztrák főhercegnő (1755–1793) volt, I. (Lotaringiai) Ferenc német-római császár és Mária Terézia császárné, magyar királynő legkisebb leánya.
Születése napján keresztelte meg a kastély kápolnájában Louis René Édouard de Rohan bíboros, Strasbourg hercegérseke és fő alamizsnaosztó. Keresztapja apai nagybátyja, Lajos Szaniszló Xavér, Provence grófja, keresztanyja anyai nagynénje, Ausztriai Mária Karolina nápoly-szicíliai királyné volt, akit Erzsébet francia királyi hercegnő, XVI. Lajos húga képviselt. Születésekor a Normandia hercege címet kapta.
Lajos Károly születésekor az udvarban pletyka terjedt el, miszerint a herceg apja nem XVI. Lajos, hanem Axel von Fersen, egy svéd nemesúr volt, de nincs tudományos bizonyíték, amely igazolná vagy megdöntené ezt az elméletet.
XVI. Lajos és Mária Antónia házasságából négy gyermek született:
- Mária Terézia Sarolta hercegnő (1778–1851), Madame Royale, 1799-től XIX. Lajos francia király felesége.
- Lajos József herceg (1781–1789), a trónörökös. Gyermekként halt meg, a francia forradalom kitörése előtt egy hónappal.
- Lajos Károly herceg (1785–1795), 1789-től trónörökös, 1792-től de jure XVII. Lajos király.
- Mária Zsófia Ilona Beatrix hercegnő (1786–1787), kisgyermekként meghalt.

### Gyermekkora (1785–1792)
Lajos Károly kisgyermekkorát a versailles-i kastélyban töltötte, gondtalanul. A királyi gyermekek nagy háztartással és számos szolgával rendelkeztek. Közéjük tartozott Agathe de Rambaud, Franciaország gyermekeinek hivatalos dajkája, akit Normandia hercegének születésekor választott Mária Antónia, és aki főként róla gondoskodott, a királyi gyermekek nevelőnője (először Gabrielle de Polignac hercegné, majd ennek emigrációba vonulása után Louise-Élisabeth de Croÿ de Tourzel márkiné), illetve Jean-Baptise Cléry, Lajos Károly személyes inasa.

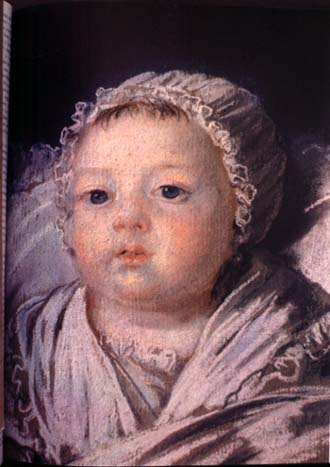
Lajos Károly, Normandia hercege csecsemőként, 1786-ban

Alain Decaux így írt Agathe de Rambaud és Lajos Károly kapcsolatáról: „Rambaud asszony a dauphin mellett szolgált születése napjától 1792. augusztus 10-ig, vagyis hét évig. Ez alatt a hét év alatt nem hagyta el őt. Ő ringatta, ő vigyázott rá, ő öltöztette, ő vigasztalta, ő szidta meg. Tízszer, százszor inkább anyja volt, mint Mária Antónia.”
Korabeli beszámolók szerint Normandia hercege már fiatalon bizonyos érettséget és nagy érzékenységet mutatott. Szívesen kertészkedett, és gyakran adott virágot saját kertjéből anyjának vagy nővérének. Eltökélt kisfiú volt, aki sokszor nem hallgatott nevelőire, de anyjára mindig, mivel nagyon szeretett volna a kedvére tenni. A fiatal herceg jótékonykodott is, zsebpénzének egy részét a szegényeknek adva.
Apja parancsára hittant, történelmet, földrajzot, számtant, nyelvtant és botanikát tanult Madame de Tourzeltől és Davaux apáttól, illetve különféle sportokat végzett és lőni tanult. Csütörtökönként de Leyde márkiné házába vitték a Faubourg Saint-Germain kerületben, amelynek kertjében vele egykorú gyerekekkel játszhatott.
A király második fiaként eredetileg nem volt a trón várományosa, de 1789. június 4-én meghalt bátyja, Lajos József herceg. Ezzel Lajos Károly lett a trónörökös, Franciaország dauphinja.
1791-ben, a francia alkotmány életbe lépésével a trónörökös címe dauphin helyett prince royal (királyi herceg) lett.

### Fogsága a Temple-ben

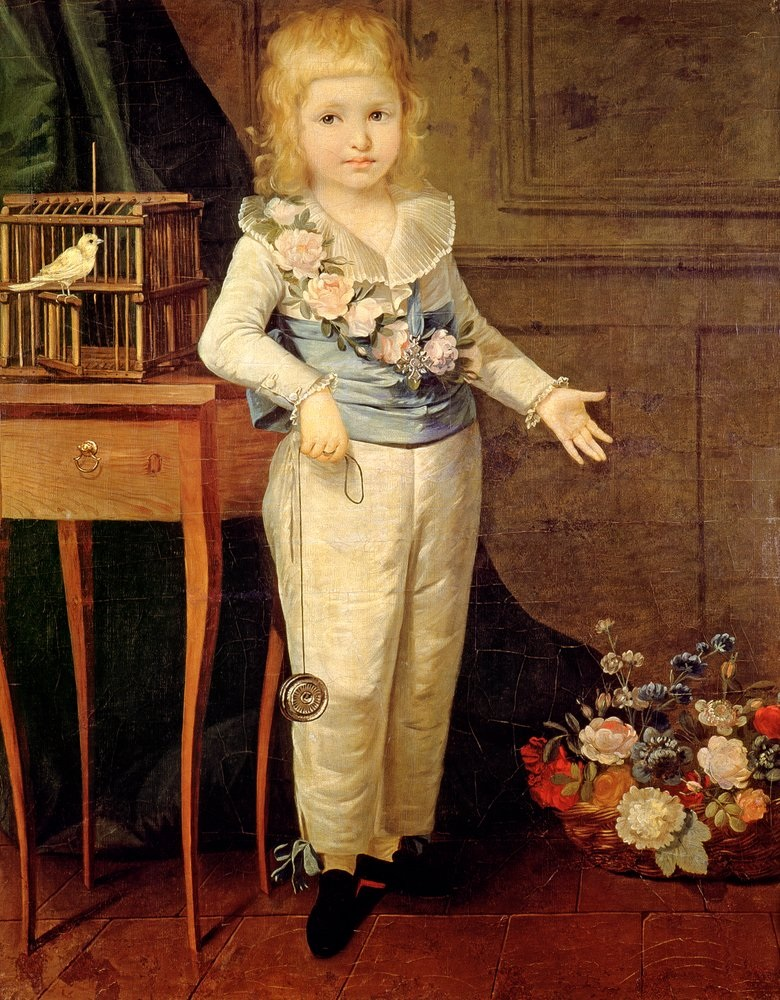
Lajos Károly 1790 körül, nem sokkal a forradalom kitörése előtt

1792. augusztus 10-én, miután a párizsi Nemzetőrség és a vidékről érkezett katonák megostromolták a Tuileriák palotáját, ahol a királyi család élt, és lemészárolták az őket védelmező svájci gárdistákat, XVI. Lajos, Mária Antónia, Erzsébet hercegnő (a király húga) és a királyi pár gyermekei a Nemzetgyűlésnél kerestek menedéket. Még aznap „felfüggesztették” a monarchiát, és Lajos Károly elvesztette rangját.
A családot először a Feuillants kolostorban helyezték el, majd augusztus 13-án bebörtönözték őket a Temple-ben. Szeptember 29-én XVI. Lajos elválasztották családjától, aki innentől a második emeleten élt, míg Mária Antónia két gyermekével és sógornőjével a harmadik emeleten lakott. Október 25-én Lajos Károlyt áthelyezték apja mellé, aki folytatta tanítását inasa, Jean-Baptise Cléry segítségével. Ez idő alatt csak séták alkalmával láthatta édesanyját.
December 11-én, amikor elkezdődött XVI. Lajos bírósági tárgyalása, Lajos Károly ismét Mária Antónia mellé került, és már nem is találkozott apjával január 20-ig, amikor végső búcsút vett tőle. 1793. január 21-én XVI. Lajost kivégezték.
A királypártiak szemében ezzel Lajos Károly lett a francia király – a szokások értelmében az új király elődje halálával azonnal trónra lépett. Uralkodóként a XVII. Lajos nevet viselte. Elismerte őt nagybátyja, Provence grófja is, aki emigrációban élt. A Vendée-lázadók és a Chouan-párt az ő nevét tűzték zászlójukra, amikor csatába vonultak. Mivel a külföldi hatalmak még nem ismerték el az Első Francia Köztársaságot legitimnek, Lajos Károlyt nemzetközileg is elismerték Franciaország és Navarra királyának.
Lajos Károly 1793. július 3-ig anyjával élt a Temple harmadik emeletén, ahol kényelem vette körül őket – tudtak fürdeni, volt elegendő ruhájuk és bőséges élelem állt a rendelkezésükre. Több szöktetési terv is létezett Mária Antónia és gyermekei kiszabadítására, de mindegyik meghiúsult.

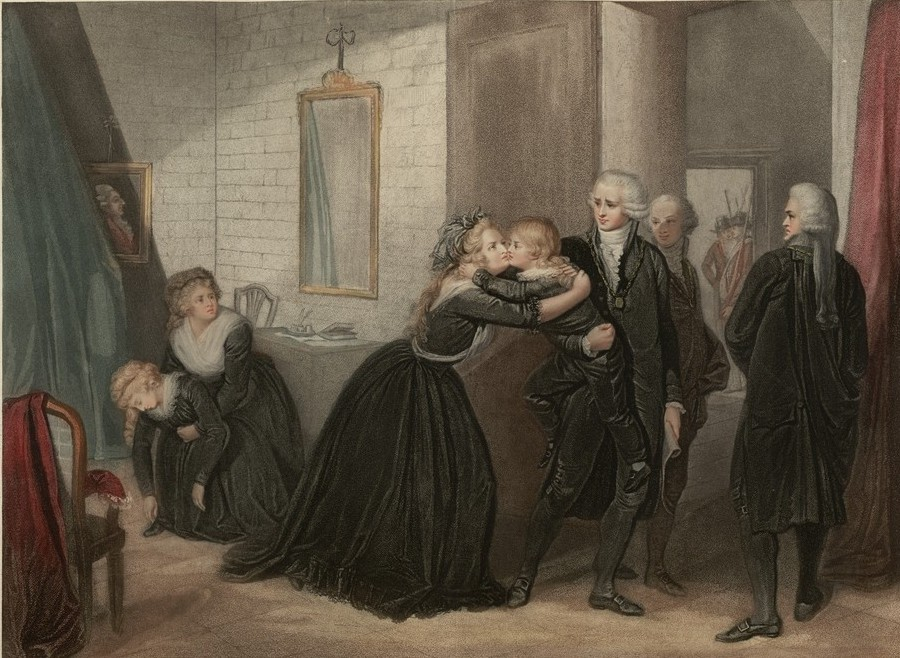
A dauphint elszakítják édesanyjától, 1794 körül festett kép

A Közbiztonsági Bizottság rendeletének értelmében 1793. július 1-jével Lajos Károlyt elvették édesanyjától és egy Antoine Simon nevű cipészre és a feleségére bízták. Simon, bár nevelőnek nevezték ki, alig tudott írni. A kisfiú, új nevén „Capet Lajos”, a Temple második emeletén élt a házaspárral, akiknek célja az volt, hogy a köztársaság jó polgárává neveljék, és elfelejtessék vele királyi származását.
Lajos Károly és nővére, Mária Terézia tanúk voltak a Mária Antónia ellen folytatott bírósági eljárásban. A gyermekeket rávették, hogy aláírjanak egy vallomást anyjuk ellen velük folytatott vérfertőző kapcsolatokról.
Simon asszony közelebbi kapcsolatba került a gyermekkel, gondoskodott róla és figyelt arra, hogy rendesen egyen. 1794. január 19-én Simont visszahívták egyéb kötelességeit teljesíteni, és a beteg Simon asszony is elhagyta a börtönt.
Lajos Károlyt ekkor titokban áthelyezték egy sötét szobába, ahol hat hónapig (1794. július 28-ig) bezárva tartották társaság és alapvető higiénia nélkül. Ételét egy kisajtón keresztül juttatták be neki, kevesen beszéltek hozzá vagy látogatták meg. Ezek a körülmények a kisfiú egészségének gyors romlásához vezettek, rühösségben és gümőkórban szenvedett.
Barras megbízott, akit Lajos Károly helyzetének ellenőrzésére küldtek, egy pszichésen megtört, súlyos beteg gyermeket talált. 1794. július 28-án a Közbiztonsági Tanács Laurent-t, a Forradalmi Tanács egy tagját nevezte ki Lajos Károly és nővére, Mária Terézia őrzésére. A kisfiú helyzete ekkor valamelyest javult, de továbbra is tuberkulózisban szenvedett. 1795. március 31-én Laurent lemondott, és helyette Étienne Lasne-t nevezték ki a gyermekek őrének.

### Halála és végső nyughelye
1795. május 3-án Lajos Károly tuberkulózisa kritikus fordulatot vett. A Közbiztonsági Bizottság engedélyezte, hogy egy orvos meglátogassa a gyermeket. Először Dr. Pierre Joseph Desault, majd ennek halála után Dr. Philippe-Jean Pelletan és Dr. Jean-Baptiste Dumangin kezelték Lajos Károlyt.
A május 7-ről 8-ra virradó éjszakán Lajos Károly állapota olyan súlyosra fordult, hogy őrei, Gomin és Lasne azonnal elküldtek dr. Pelletanért, aki azonban csak másnap délelőtt érkezett meg dr. Dumanginnal együtt. Eddigre a gyermek állapota még rosszabb lett.
Damont polgári biztos a Temple-ben tett vallomása szerint: „Lasne úr gyám és én ápoltuk a kis dauphint, és végül [délután] három órakor, amikor Gomin úr visszatért, a gyermek meghalt.” Dr. Pelletan négy órakor ért oda, és megerősítette a halál beálltát.
Másnap, június 9-én dr. Pelletan végrehajtotta a boncolást, megerősítve a tuberkulózis gyanúját. Három másik orvos igazolta a diagnózist, és dr. Dumangin rögzítette a boncolás menetét, amelyből később négy példány készült: egy a Közbiztonsági Bizottság és egy-egy mindegyik résztvevő orvos számára.
XVII. Lajos valószínűleg a tuberkulózis szövődményeként kialakult hashártyagyulladásban halt meg, akárcsak bátyja, Lajos József, hat évvel korábban. 1795. június 8-án hunyt el, börtönben, tíz éves korában, közel három évnyi fogság után.

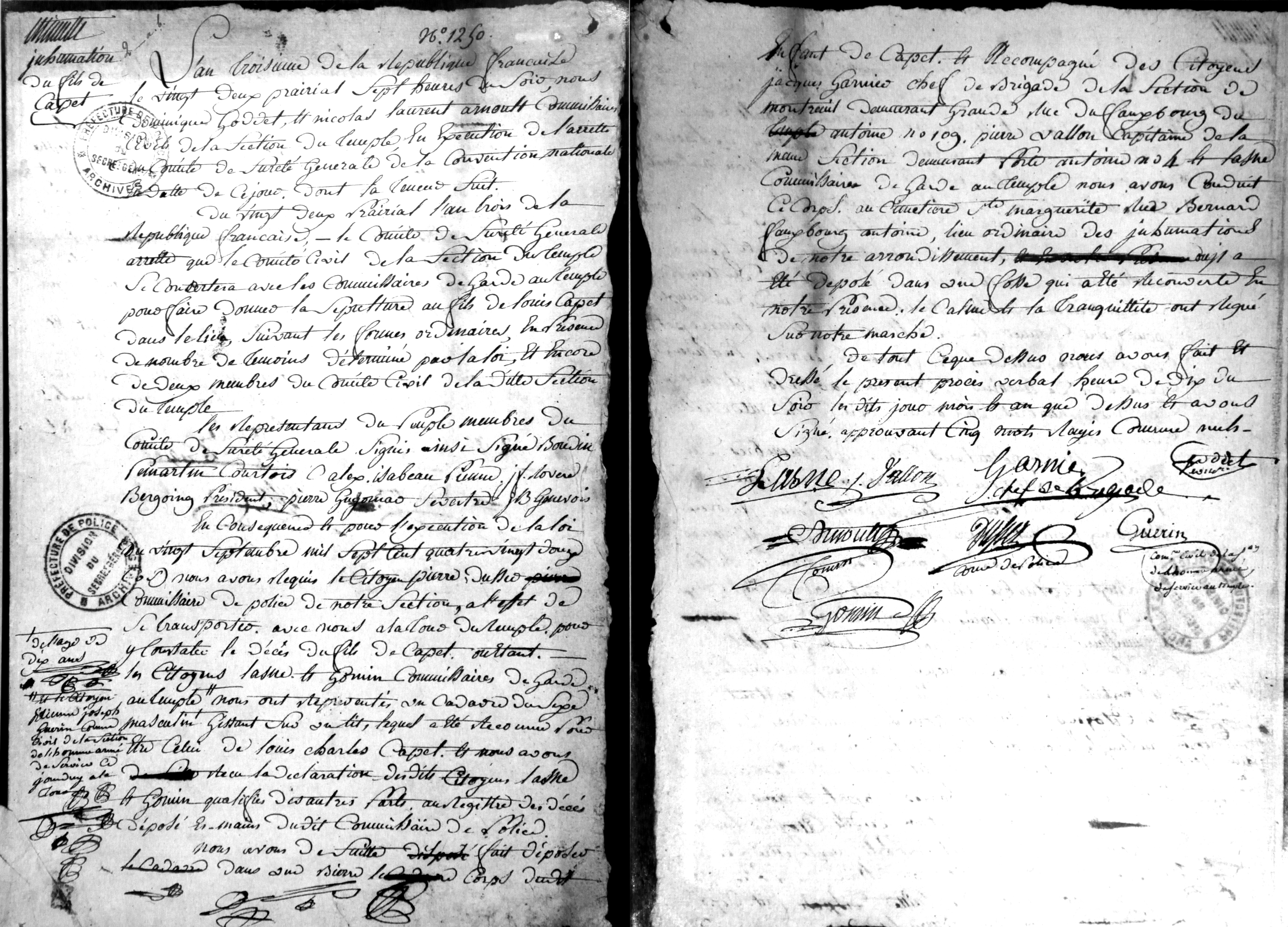
Jelentés Capet Lajos Károly temetésétől

Lajos Károlyt a hivatalos feljegyzés szerint 1795. június 12-én temették el a párizsi Szent Margit-temetőben. A királyság restaurációjának idején XVIII. Lajos megpróbálta megkeresni unokaöccse földi maradványait, de a valójában valószínűleg június 10-én tartott temetés résztvevőinek vallomásai ellentmondtak egymásnak. Volt, aki szerint Lajos Károly teste tömegsírba került, mások egy, a temetői kápolna közelében lévő sírhelyről beszéltek, egyesek pedig egy másik temetőt, a Clamart-temetőt nevezték meg Lajos Károly végső nyughelyeként. XVII. Lajos csontjait soha nem találták meg.

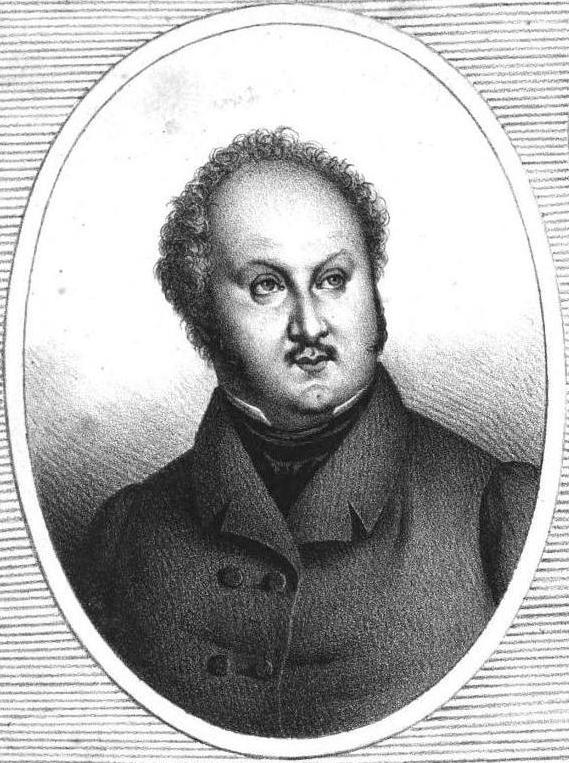
Karl-Wilhelm Naundorff

Mivel Lajos Károlyt kevesen látták élete utolsó évében, temetése pedig sietős volt, elméletek terjedtek el arról, hogy a király 1794-ben megszökött a börtönből, vagy már 1794-ben meghalt, és kicserélték egy másik kisfiúra. A Bourbon-restauráció éveiben több fiatal férfi is próbálta bizonyítani, hogy ő Lajos Károly, köztük Mathruin Bruneau, Henri Hébert, aki Richemont bárójának nevezte magát, Karl-Wilhem Naundorff, egy német órásmester, Eliézer Williams, egy pap és misszionárius és Augustus Meves, egy zongorista, ám egyikük sem tudta tartósan bebizonyítani állításait.

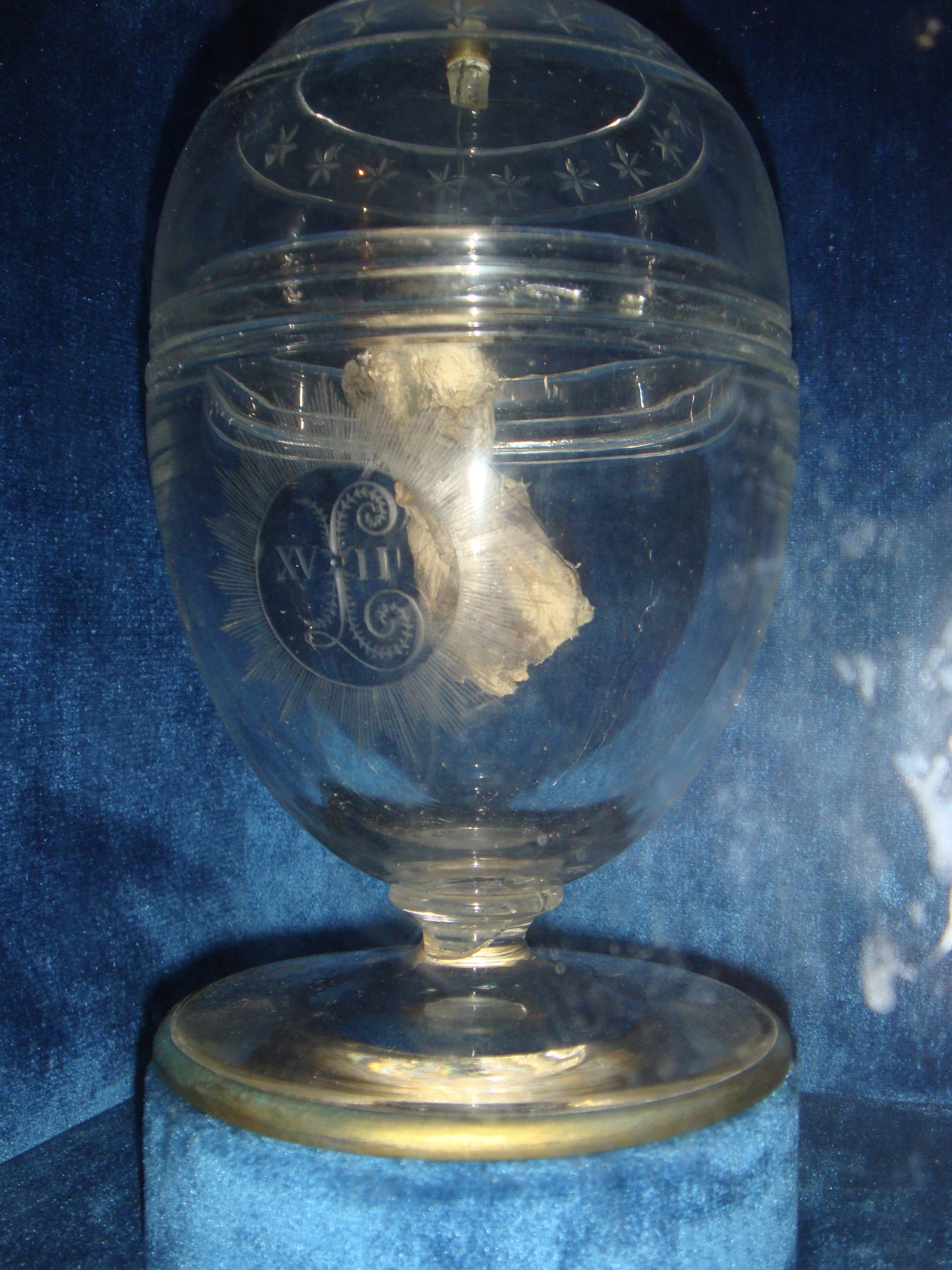
XVII. Lajos szíve kristályurnában

1828. május 23-án dr. Pelletan, Lajos Károly egykori kezelőorvosa átadta a gyermek szívét, amelyet a boncolás során távolított el, Hyacinte-Louis de Quélen párizsi érseknek. 1830-ban, a júliusi forradalom alatti fosztogatások során a szív kézről kézre vándorolt. 1895-ben Édouard Dumont, dr. Pelletan fia átadta a szívet a Capeting-ház akkori fejének, Carlos de Borbón y Austria-Estének, Madrid hercegének, egy bizonyos Pascal úr és Urbain de Maillé gróf közvetítésével, unokatestvére, Paul Cottin jelenlétében.

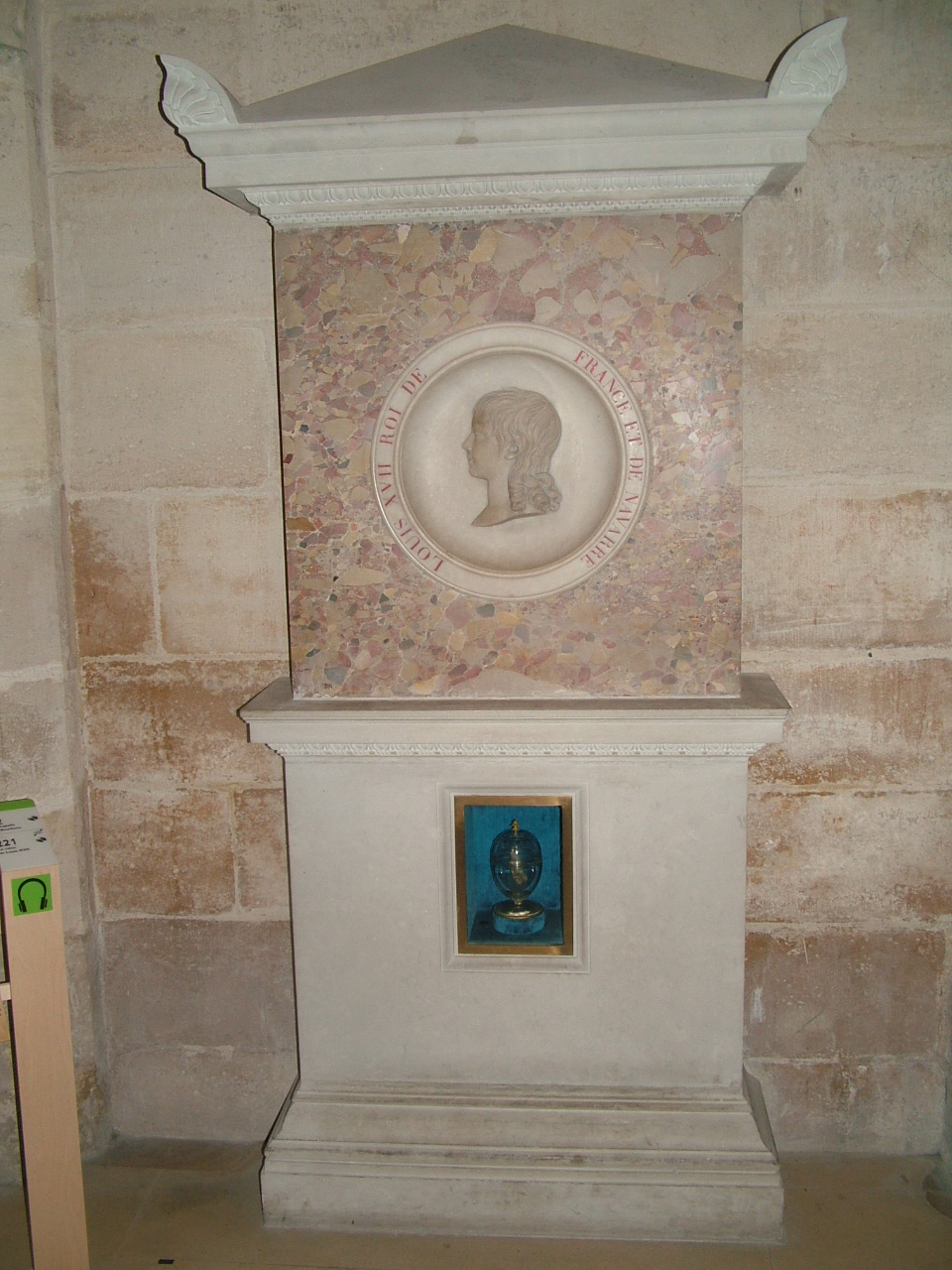
XVII. Lajos szívurnájának kriptája a Saint-Denis-székesegyház Bourbon-kriptájában

1909-ben Lajos Károly állítólagos szívét Carlos fia, Jaime de Borbón y Borbón-Parma, Anjou és Madrid hercege, francia és spanyol trónkövetelő örökölte, tőle pedig húgára, Beatrizra szállt. Végül, 1938-ban, a szív Beatriz lányáé, María de las Nieves Massimo y Borbóné lett. 1975-ben a szívet tartalmazú kristályurnát elhelyezték a Saint-Denis-székesegyházban, a francia uralkodók hagyományos nyughelyén, Lajos Károly szüleinek földi maradványai mellett.
2000-ben Jean-Jacques Cassiman professzor és dr. Bernd Brinkmann DNS-vizsgálatot végeztek, összehasonlítva a szívet és Mária Antónia egy hajszálát, amely alapján kijelentették, hogy a szív tulajdonosa rokona volt a királynénak. Kizárható, hogy a szív XVII. Lajos bátyjáé, Lajos Józsefé lett volna, ugyanis az ő szívét a királyi hagyományok szerint bebalzsamozták, míg dr. Pelletan egyszerűen alkoholban tárolta Lajos Károly szívét.
Az urnát, amely a szívet tartalmazza, 2004. június 8-án helyezték el a Saint-Denis-székesegyház Bourbon-káplolnájában egy temetési szertartás kíséretében, amelyet Christian-Philippe Chanut alamizsnaosztó tartott, Luis Alfonso de Borbón, Anjou hercege, francia trónkövetelő és Habsburg Károly, a Habsburg-dinasztia feje, illetve a Bourbon-ház különféle ágaiból származó tagjainak jelenlétében.

## Címei
- 1785. március 27. – 1789. június 4.: Ő királyi fensége Franciaországi Lajos Károly, Franciaország fia, Normandia hercege
- 1789. június 4. – 1791. szeptember 3.: Ő királyi fensége Franciaország dauphinja
- 1791. szeptember 3. – 1792. augusztus 10.: Ő királyi fensége a királyi herceg (prince royal)
- 1792. augusztus 10. – 1793. január 21.: Ő királyi fensége Franciaország dauphinja (nem hivatalos cím, a királypártiak és egyes külföldi kormányok használták)
- 1793. január 21. – 1795. június 8.: Őfelsége Franciaország és Navarra királya (nem hivatalos cím, a királypártiak és egyes külföldi kormányok használták)

## Fordítás
- Ez a szócikk részben vagy egészben  a   Louis XVII című francia Wikipédia-szócikk ezen változatának fordításán alapul.  Az eredeti cikk szerkesztőit annak laptörténete sorolja fel. Ez a jelzés csupán a megfogalmazás eredetét és a szerzői jogokat jelzi, nem szolgál a cikkben szereplő információk forrásmegjelöléseként.